# Jean Ferron
Jean Ferron (* 1910; † 11. Januar 2003 in Bry-sur-Marne, Val-de-Marne) war ein französischer katholischer Geistlicher und Archäologe.
Jean Ferron trat 1933 dem Noviziat des Ordens der Weißen Väter in Tunesien bei. Nach Studien in Rom und einem Jahr als Lehrer am Priesterseminar in Koumi (Burkina Faso) leitete er seit 1947 das Museum von Karthago. Hier setzte er die von Kardinal Lavigerie als eine der Aufgaben der Weißen Väter definierte archäologische Arbeit in Afrika fort und widmete sich in der Nachfolge von Alfred Louis Delattre (1850–1932) ganz der Erforschung von Karthago, insbesondere seiner punischen Phase, hervorzuheben sind seine Grabungen an der Südseite des Byrsa-Hügels. Er leitete das Museum bis 1965, als es in staatliche tunesische Verwaltung überging, arbeitete jedoch auch danach dort weiter und führte seine Forschungen fort.